# Natalia Oreiro (album)
A Natalia Oreiro az uruguayi énekes-színésznő, Natalia Oreiro önmagáról elnevezett spanyol nyelvű albuma.

## A lemez számai
1. De tu amor                  (3:56)
2. Uruguay                     (3:44)
3. Se pegó en mi piel          (4:09)
4. Me muero de amor            (3:55)
5. Cambio dolor                (4:05)
6. Valor                       (3:14)
7. Sabrosito y dulzón          (4:00)
8. Vengo del mar               (3:35)
9. Huracán                     (3:34)
10. Nada más que hablar        (3:23)
11. Y te vas conmigo           (3:31)
12. Que sí, que sí             (3:02)

### A dalok címe magyarul
- De tu amor - Szerelmed
- Uruguay - Uruguay
- Se pegó en mi piel - Bőrömre ragadt
- Me meuro de amor - Belehalok a szerelembe
- Cambio dolor - Fájdalmat cserélek
- Valor - Bátorság
- Sabrosito y dulzón - Finom és édes
- Vengo del mar - A tengertől jövök
- Huracán - Hurrikán
- Nada más que hablar - Nincs több mondani valóm
- Y te vas conmigo - És velem jössz
- Que sí, que sí - Igen, igen